# Camocim de São Félix (kommun)
Camocim de São Félix är en kommun i Brasilien.   Den ligger i delstaten Pernambuco, i den östra delen av landet, 1 600 km nordost om huvudstaden Brasília. Antalet invånare är 17 104.
Följande samhällen finns i Camocim de São Félix:
- Camocim de São Félix

Omgivningarna runt Camocim de São Félix är huvudsakligen savann. Runt Camocim de São Félix är det ganska tätbefolkat, med 155 invånare per kvadratkilometer.